# Анізакіди

Життєвий цикл анізакід на прикладі Anisakis simplex і Pseudoterranova decipiens

Анізакіди (Anisakidae) — родина кишкових нематод ряду аскаридоподібних (Ascaridida). Дорослі стадії цих нематод паразитують у кишечниках морських птахів, морських ссавців, риб. Життєвий цикл реалізується за участі багатьох паратенічних хазяїв, таких як риби, водні безхребетні. Личинки цих паразитів, потрапляючи до людського організму, здатні спричиняти захворювання анізакідоз. Це стосується зокрема тих родів, що у дорослому стані заражають теплокровних тварин. В організмі людини личинки не здатні розвиватись у дорослу стадію, їх розвиток можливий лише в кишечнику морських ссавців або птахів. Особливе медичне значення мають такі види, як Anisakis simplex і Pseudoterranova decipiens.

## Таксономія
Родина містить чотири підродини із 20 родами.
- Підродина Acanthocheilinae Wülker, 1929
  - Acanthocheilus Molin, 1858
  - Metanisakis Mozgovoi, 1951
  - Pseudanisakis (Layman & Borovkova, 1926)
- Підродина Anisakinae Chabaud, 1965
  - Anisakis Dujardin, 1845
  - Contracaecum Railliet & Henry, 1912
  - Phocascaris Höst, 1932
  - Sulcascaris Hartwich, 1957
  - Terranova Leiper & Atkinson, 1914
- Підродина Goeziinae Travassos, 1919
  - Goezia Zeder, 1800
  - Paranisakilopsis
  - Phocanema Myers, 1959
- Підродина Raphidascaridinae Hartwich, 1954
  - Aliascaris Kalyankar, 1971
  - Ichthyanisakis Gendre, 1928
  - Paranisakiopsis Yamaguti, 1941
  - Paranisakis Baylis, 1923
  - Pseudoterranova Mosgovoy, 1950
  - Hysterothylacium Ward & Magath, 1917
  - Ichthyascaris Wu, 1949
  - Iheringascaris Pereira, 1935
  - Raphidascaris Railliet & Henry, 1915
  - Raphidascaroides Yamaguti, 1941